# Setesdal

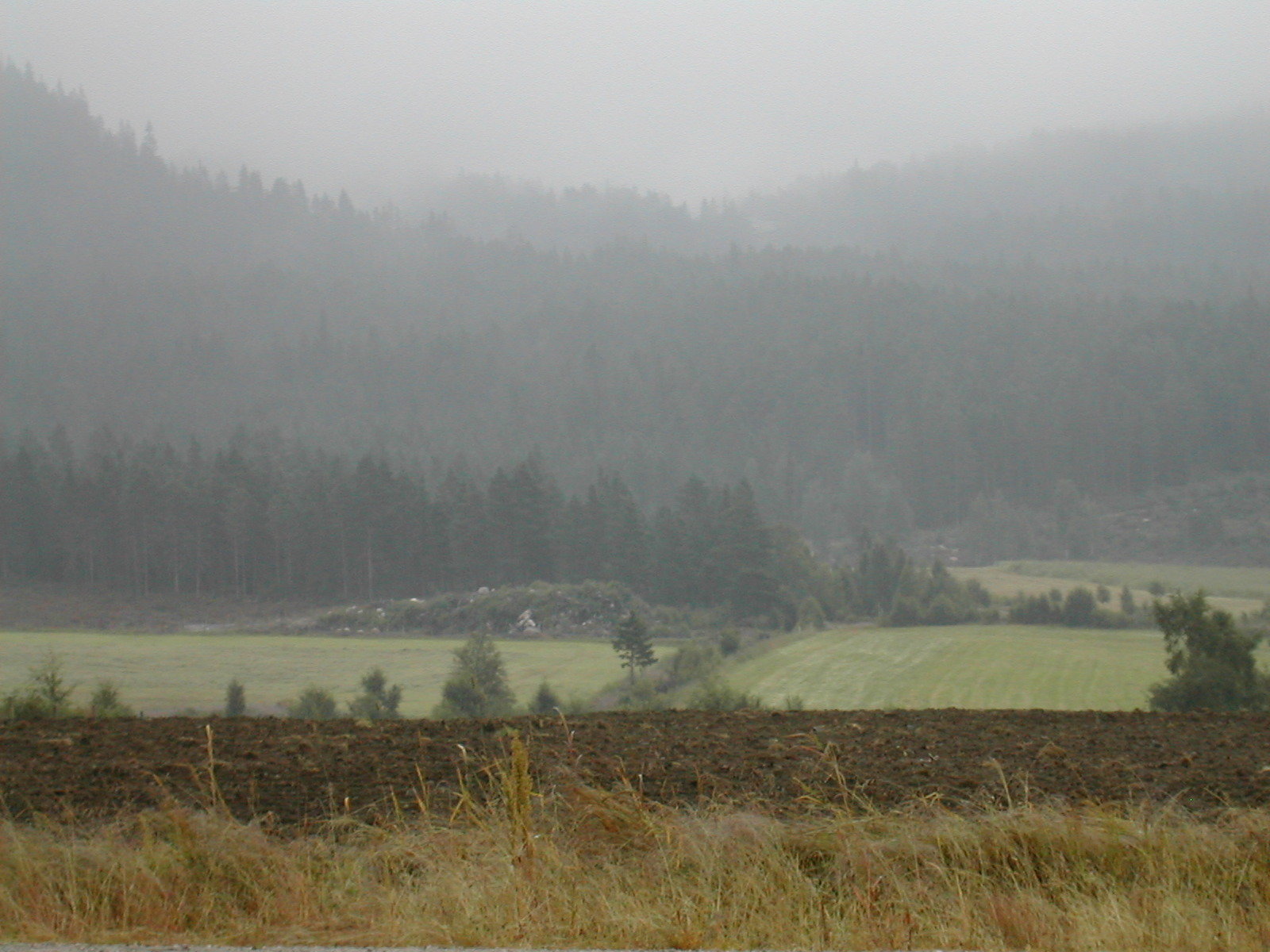
Setesdal

Setesdal (nome antigo Sætersdal) é um distrito e vale localizado no condado norueguês de Aust-Agder.